# Karl Sinzinger (Ruderer, 1941)
Karl Sinzinger (* 13. November 1941 in Linz) ist ein ehemaliger österreichischer Ruderer.
Im internationalen Rudersport war Sinzinger in den Jahren 1971 bis 1973 aktiv. Bei seiner ersten Teilnahme an den Ruder-Europameisterschaften 1971 ruderte er im österreichischen Männer-Achter mit Martin Hinterleitner, Norbert Hlobil, Peter Preiß, Manfred Ruthner, Kurt-Wolfgang Sandhäugl, Franz Nitsche, Peter Bredl und Steuermann Peter Wetzstein auf den achten Rang. Diese Mannschaft nahm als erster österreichischer Achter seit 1950 wieder an der Ruder-EM teil. Mit gleicher Mannschaft startete Sinzinger im Folgejahr auch bei den Olympischen Sommerspielen in München. Die Mannschaft belegte zunächst Platz 3 im Vorlauf, schied aber im Halbfinale um die Qualifikation zum Finale aus. Im kleinen Finale um die Plätze 7 bis 12 belegte die Mannschaft den letzten Platz und erreichte damit den zwölften Platz von 15 teilnehmenden Mannschaften.
Viele der Olympiaruderer beendeten daraufhin ihre Karriere, so dass aus dem Achter lediglich Sandhäugl, Preiß und Sinzinger übrigblieben. Ergänzt um Reinhard Höllmüller nahmen sie daraufhin im Vierer ohne Steuermann an den Ruder-Europameisterschaften 1973 in Moskau teil und belegten den 8. Platz. Bei den Ruder-Weltmeisterschaften, die im Folgejahr die Ruder-EM ersetzten, nahm Sinzinger nicht mehr teil.
Sinzinger startete für den Ruderverein Wiking in Linz, wo er beruflich eine Schlosserei betrieb. Neben seinen Aktivitäten im Rudersport war er auch ein begeisterter Skilangläufer. Seine Tochter Gabi Sinzinger war mit zwei Weltmeisterschaftsteilnahmen ebenfalls eine erfolgreiche Ruderin, und sein Sohn Karl Sinzinger junior nahm gar zweimal für Österreich an den Olympischen Sommerspielen als Ruderer teil.